# Климовское (Ермаковское сельское поселение)
Климовское — деревня в Пошехонском районе Ярославской области России. 
В рамках организации местного самоуправления входит в Ермаковское сельское поселение, в рамках административно-территориального устройства — в Ермаковский сельский округ.

## География
Деревня находится в северной части области, в подзоне южной тайги, на правом берегу реки Конгоры, на расстоянии примерно 27 километров (по прямой) к северо-западу от города Пошехонье, административного центра района.
Климат
Климат характеризуется как умеренно континентальный, с продолжительной холодной зимой и коротким умеренно тёплым летом. Среднегодовая температура воздуха — 2,9 — 3,5 °C. Годовое количество атмосферных осадков — 500—750 мм, из которых большая часть выпадает в тёплый период. Преобладающее направление ветра юго-западное.

## История
В конце XIX — начале XX века деревня входила в состав Ермаковской волости Пошехонского уезда Ярославской губернии.
С 1929 года деревня входила в состав Ермаковского сельсовета Пошехонского района, с 2005 года — центр Ермаковского сельского поселения.

## Население
| 1859 | 2002 | 2007 | 2010 |
| ---- | ---- | ---- | ---- |
| 123  | ↘109 | ↘105 | ↗120 |

Национальный состав
Согласно результатам переписи 2002 года, в национальной структуре населения русские составляли 98 % из 109 жителей.

## Инфраструктура
В деревне имеются Ермаковская средняя школа, детский сад, амбулатория (филиал Пошехонской центральной районной больницы).

## Достопримечательности
В деревне расположена недействующая Церковь Рождества Христова (1841), относившаяся в XIX веке к селу Ермакову.

## Общественный транспорт
Климовское обслуживается пригородным автобусным маршрутом № 119 Пошехонье — Зинкино. Ближайшая остановка общественного транспорта «Ермаково» находится в 1 км от деревни.

## Улицы
Церковная, Молодёжная.